# Euphorbia tuerckheimii
Euphorbia tuerckheimii är en törelväxtart som beskrevs av Ignatz Urban. Euphorbia tuerckheimii ingår i släktet törlar, och familjen törelväxter. Inga underarter finns listade i Catalogue of Life.